# 미하마구
미하마구(일본어: 美浜区)는 일본 지바현 지바시의 6개 구 중 하나이다. 새롭게 개발된 가이힌마쿠하리 해안 지역의 마쿠하리 업무 지구에는 이온, 세이코 인스트루먼트와 몇몇 기업들이 본사를 두고 있다. 일본에서 두 번째로 큰 컨벤션 센터인 마쿠하리 멧세와 야구팀 지바 롯데 마린스의 홈구장인 지바 마린 스타디움이 가이힌마쿠하리에 있다.

## 지리
미하마구 전체는 도쿄만의 매립지이다. 하나미강이 구를 통과해 도쿄만으로 흐른다. 지바시의 다른 구들인 주오구, 하나미가와구, 이나게구와 나라시노시와 접한다.

## 역사
1992년 4월 1일 지바시가 정령지정도시가 되면서 구가 설치되었다.

## 교통

### 철도
- 동일본 여객철도 게이요선

### 도로
- 국도 14호선